# Посёлок Худайбердинской МТС
Посёлок Худайбердинской МТС (баш. ) — упразднённый посёлок Юмагузинского сельсовета Юмагузинского района Башкирской АССР. Находился на территории современного Юмагузинского сельсовета Кугарчинского района Республики Башкортостан.
Ныне — улица Худайбердина села Юмагузино.

## География
Находилось на берегу реки Иртюбяк, при её впадении в Белую.

## История
Возник посёлок при машино-тракторной станции, открытой в 1930-х годах.
Указом 29.09.1960 г. село Юмагузино и посёлок бывшей Худайбердинской МТС Юмагузинского сельсовета объединено в одно село Юмагузино.

## Известные уроженцы и жители
- Садык Уильданович Сайра́нов (1917—1976), Герой Советского Союза (присвоено 24 марта 1945 года). Тракторист Худайбердинской МТС д. Юмагузино колхоза «Урал», с 09.1935 по 09.1938 годы.
- Шафиков Таймас Шафикович (1899—1947), государственный деятель. С 1933 до ареста в 1937 году начальник политотдела, позднее директор Худайбердинской МТС Юмагузинского района БАССР[3].
- Масягутов Гумар Ибатович (1908-1993), первый директор  Юмагузинской средней школы №1 в 1938-1942 гг[4], один из переводчиков в Ленинской комиссии по переводу трудов классиков марксизма-ленинизма с русского языка на башкирский, был секретарём парткома Худайбердинской МТС[5].

## Инфраструктура
Машино-тракторная станция. При ней ещё в 1935 году проходили курсы трактористов, в годы Великой Отечественной